# Erval Seco
Erval Seco is een gemeente in de Braziliaanse deelstaat Rio Grande do Sul. De gemeente telt 8.196 inwoners (schatting 2009).